# Марко Ковачевић (хокејаш)
Марко Ковачевић (Београд, 8. јун 1985) је бивши српски хокејаш. Играо је на позицији нападача.

## Каријера

### Клупска каријера
Поникао је у млађим категоријама Партизана. Међутим у сениорској конкуренцији дебитовао је у Војводини у сезони 2001/02. За Војводину је одиграо четрнаест утакмица и постигао два гола. После годину дана проведених у Новом Саду одлази у Канаду у Садбери волвсе. За овај клуб је одиграо девет меча и постигао један гол. Затим одлази на Универзитет Макгил где је провео наредне четири године. После пет године проведене у Канади, 2009. године враћа се у Србију, у хокејашки клуб Партизан. Са Партизаном осваја шест титуле у хокејашкој лиги Србије и регионалну Слохокеј лигу у сезонама 2010/11. и 2011/12.

### Репрезентација
Са репрезентацијом Југославије учествовао је на Светском првенству 2001. и 2002. (Дивизија II). За репрезентацију Србије и Црне Горе играо је на Светском првенству 2005. (Дивизија II). За репрезентацију Србије играо је на Светском првенству 2008. (Дивизија II), 2009. (Дивизија II), 2010. (Дивизија I) и 2011. (Дивизија II).

## Успеси

### Клупски
- Војводина:
  -  Првенство СРЈ / СЦГ (2): 2002/03, 2003/04

- Партизан:
  -  Првенство Србије (6): 2009/10, 2010/11, 2011/12, 2012/13, 2013/14, 2014/15,
  -  Слохокеј лига (2): 2010/11, 2011/12

### Репрезентативни
- СР Југославија/Србија и Црна Гора:
  - Светско првенство:  2001. (Дивизија II)
  - Светско првенство:  2002. (Дивизија II)
  - Светско првенство:  2003. (Дивизија II)
  - Светско првенство:  2005. (Дивизија II)

- Србија:
  - Светско првенство:  2008. (Дивизија II)
  - Светско првенство:  2009. (Дивизија II)
  - Светско првенство:  2011. (Дивизија II)
  - Светско првенство:  2014. (Дивизија II, група А)
  - Светско првенство:  2015. (Дивизија II, група А)